# جون مور (سياسي أمريكي، مواليد 1793)
جون مور (بالإنجليزية: John Moore)‏ هو سياسي أمريكي، ولد في 8 سبتمبر 1793 في لنكولنشاير في المملكة المتحدة، وتوفي في 23 سبتمبر 1863. نشط حزبياً في الحزب الديمقراطي. وقد انتخب أمين صندوق الدولة ‏ وانتخب عضو مجلس نواب إلينوي.